# Franz Luster-Haggeney
Franz Luster-Haggeney (* 4. Januar 1895 in Hausen (bei Worbis); † 23. März 1958 in Meschede) war Landwirt und Politiker.

## Leben und Wirken
Luster-Haggeney besuchte die Landwirtschaftsschule. Er war Bauer und Kreislandwirt. Zwischen 1928 und 1932 gehörte er der Christlich-Nationalen Bauern- und Landvolkpartei an. Danach war er bis 1933 Mitglied der Zentrumspartei. Er war verheiratet und hatte acht Kinder.
Zwischen 1926 und 1933 war er Gemeindevertreter in Liesborn und zwischen 1929 und 1934 auch Amtsvertreter sowie von 1929 bis 1933 Mitglied im Kreistag des Kreises Beckum. Außerdem war er Mitglied des preußischen Staatsrates.
Nach dem Zweiten Weltkrieg trat Luster-Haggeney der CDU bei. Von 1945 bis 1948 war er erneut Kreistagsmitglied. In dieser Zeit war er auch Leiter der Kreisbauernschaft. Seit 1949 war er auch Kreisleiter der Landwirtschaftskammer Westfalen-Lippe sowie Vorsitzender des landwirtschaftlichen Kreisverbandes.
Zwischen 1946 und 1956 amtierte Luster-Haggeney als Landrat des Kreises Beckum. Im Jahr 1946 war er Mitglied im Provinzialrat für Westfalen und 1946 und 1947 Mitglied des ernannten Landtages von Nordrhein-Westfalen. Außerdem war er 1947 und 1948 Mitglied des Zonenbeirates der britischen Zone, als solcher arbeitete er mit Konrad Adenauer zusammen. Seit 1947 war er in den ersten drei Wahlperioden des Landtages von Nordrhein-Westfalen direkt gewählter Abgeordneter für den Wahlkreis Beckum-Ost.